# Mala Santa
Mala Santa (estilizado em letra maiúscula) é o álbum de estreia da cantora americana Becky G. Foi lançado em 17 de outubro de 2019, nos formatos pelas gravadoras RCA Records, Kemosabe Records e Sony Music Latin, em CD, download digital e transmissão contínua.

## Antecedentes
Em abril de 2016, em uma entrevista à Teen Vogue, Becky G falou sobre a possibilidade de lançar um álbum. No entanto, não foi até 2019 que ela avançou com o projeto. Em 22 de março de 2019, foi relatado que a cantora estava trabalhando em dois álbuns de estúdio simultaneamente, um a ser lançado em inglês e o outro em espanhol. Em março de 2019, não estava claro se alguma das músicas que ela havia lançado até esse momento apareceria em um álbum futuro. Em julho de 2019, ela afirmou que seu álbum deve ser lançado ainda naquele ano. Em 8 de outubro de 2019, Becky G revelou a data de lançamento e a arte da capa de seu próximo álbum de estúdio.

## Singles
"Mayores" foi lançada no dia 14 de julho de 2017 em parceria com o rapper porto-riquenho Bad Bunny, servindo como o primeiro single do álbum. O single foi um sucesso mundial, atingindo o número 74 na Billboard 100. 
"Sin Pijama" foi lançada no dia 20 de abril de 2018 em parceria com a cantora dominicana Natti Natasha. O single recebeu treze certificações de platina pela Recording Industry Association of America (RIAA), dando a melhor posição de Becky G na Billboard 100 superando o single anterior. A música superou 1,5 Bilhões de visualizações no YouTube sendo a 2 colaboração feminina mais vista da história, apenas atrás de Ariana Grande e Nicki Minaj entre as artistas femininas mais visualizadas.
"Cuando Te Besé" foi lançada no dia 2 de agosto de 2018 em parceria com o cantor argentino Paulo Londra. O single recebeu duas certificações de platina pela RIAA, atingindo a 30 posição na Billboard Hot Latin Songs.
"Dollar" foi lançado como quarto single do álbum em parceria com o porto-riquenho Myke Towers no dia 10 de julho de 2019. A música atingiu a 28 posição na Billboard Hot Latin Songs.
A faixa-título "Mala Santa" foi lançada no dia 11 de outubro de 2019 junto com o videoclipe. Foi lançada junto com a pré-venda do álbum.

## Lista de faixas
Lista de faixas adaptadas do Apple Music.
| N.º            | Título                                    | Compositor(es) | Duração |  |
| 1.             | "Mala Santa"                              | Rebbeca Gomez Luian Malavé Nieves Xavier Semper Edgar Semper Pablo C. Fuentes Kedin Maisonet | 2:53    |  |
| 2.             | "Dollar" (Com Myke Towers)                | Gomez Myke Towers Luian X. Semper E. Semper Nate Campany Rafa Rodriquez Daniel Ignacio Rondon Andrea Mangiamarchi Héctor Enrique Ramos Carbia Jose M. Reyes Diaz Orlando J. Cepeda Matos                                                         | 3:24    |  |
| 3.             | "24/7"                                    | Gomez X. Semper E. Semper Rodriquez Patrick Ingunza Fuentes Campany Luian Maisonet Ramos Rondon | 2:45    |  |
| 4.             | "Si Si"                                   | Gomez X. Semper E. Semper Luian Maisonet Ramos | 3:00    |  |
| 5.             | "Vámonos" (Com Sech)                      | Gomez Joshua Javier Mendez Justin Quiles Jorge Valdes Vasquez Carlos Morales | 3:31    |  |
| 6.             | "Mejor Asi" (with Darell)                 | Gomez X. Semper E. Semper Luian Juan Manuel Frias Edgar Barrera Mangiamarchi Osvaldo Castro | 2:53    |  |
| 7.             | "Peleas"                                  | Gomez X. Semper E. Semper Luian Yasmil Marrufo Campany Mario Cáceres Kyle Shearer Ramos | 3:27    |  |
| 8.             | "No Te Pertenezco"                        | Gomez X. Semper E. Semper Luian Fuentes Ramos | 3:37    |  |
| 9.             | "En Mi Contra"                            | Gomez X. Semper E. Semper Luian Wander M. Méndez Santos Ramos | 2:23    |  |
| 10.            | "Me Acostumbré" (Com Mau y Ricky)         | Gomez X. Semper E. Semper Luian Ricky Montaner Mau Montaner Jonathan Leone Barrera Camilo Correa | 3:36    |  |
| 11.            | "Ni De Ti Ni De Nadie"                    | Gomez X. Semper E. Semper Luian Ronny Jhoan Frias Raeon Primus Quinnes Parker Michael Sanchez Michael Keith Marvin Scandrick Kevin Lyttle Julian Maya Yepes Juan Manuel Frias Juan Luis Cardona Ramos Daron Jones Courtney Sills Arnold Hennings | 3:01    |  |
| 12.            | "Subiendo" (Com Dalex)                    | Gomez X. Semper E. Semper Luian Pedro Daleccio Ramos Freddy Ignacio Vargas | 2:58    |  |
| 13.            | "Te Superé" (Com Zion y Lennox e Farruko) | Gomez X. Semper E. Semper Luian Fuentes Maisonet Ramos Carlos Reyes Félix Ortiz Gabriel Pizarro | 4:32    |  |
| 14.            | "Cuando Te Besé" (Com Paulo Londra)       | Daniel Echavarría Oviedo Paulo Londra Cristian Andrés Salazar | 4:16    |  |
| 15.            | "Sin Pijama" (com Natti Natasha)          | Gomez Natalia Gutiérrez Campany Shearer Rafael Pina Ramón Ayala Gabriel Rivera R. Montaner M. Montaner Leone Camilo Echeverry | 3:10    |  |
| 16.            | "Mayores" (Com Bad Bunny)                 | Benito Martinez Servando Moriche Primera Mussett Cáceres Ingunza Saul Alexander Castillo Vasquez Jorge Fonseca | 3:23    |  |
| Duração total: | Duração total:                            | Duração total: | 52:49   |  |

## Desempenho nas tabelas musicais
| Tabela musical (2019)             | Melhor posição |
| --------------------------------- | -------------- |
| Estados Unidos (Billboard 200)    | 85             |
| Estados Unidos (Top Latin Albums) | 3              |

## Certificações
| Região                                                                                             | Certificação | Vendas   |
| -------------------------------------------------------------------------------------------------- | ------------ | -------- |
| Brasil (Pro-Música Brasil)                                                                         | Platina      | 40.000*  |
| Estados Unidos (RIAA)                                                                              | 7× Platina   | 420.000^ |
| México (AMPROFON)                                                                                  | Ouro         | 30.000^  |
| *números de vendas baseados somente na certificação ^distribuições baseadas apenas na certificação |              |          |

## Histórico de lançamento
| Região | Data                  | Formato(s)                               | Gravadora(s)                  | Ref.   |
| ------ | --------------------- | ---------------------------------------- | ----------------------------- | ------ |
| Mundo  | 17 de outubro de 2019 | CD download digital transmissão contínua | Kemosabe RCA Sony Music Latin | [ 26 ] |